# Ragna Crimson
Ragna Crimson (ラグナクリムゾン Raguna Kurimuzon?) es una serie de manga japonesa escrita e ilustrada por Daiki Kobayashi. Ha sido serializada en la revista de Square Enix Gangan Joker desde marzo de 2017. Una adaptación de la serie al anime de Silver Link se estrenó el 30 de septiembre de 2023.

## Argumento
La historia trata de un mundo en donde los dragones son los seres vivos más fuertes, siendo los cazadores de dragones los únicos quienes pueden oponérseles. Ragna, el protagonista, pasa los días cazando dragones junto a su compañera Leo, conocida como la doncella prodigio por ser la mejor de todos en el arte de cazar dragones. Todo parece transcurrir normal, hasta que un día Ragna comienza a tener unas terribles visiones del futuro y poco a poco ve como se vuelven realidad.

## Personajes
Ragna (ラグナ Raguna?)
 Seiyū: Chiaki Kobayashi, Nobutoshi Canna (adulto, futuro)
El protagonista principal. Originalmente era un cazador de dragones muy débil que seguía a la cazadora prodigio, Leonica. Cuando Ragna tenía 3 años, los dragones mataron y se comieron a sus padres; después, cuando algunos de sus familiares lo acogieron, también fueron devorados; después de eso, fue vendido a una familia adinerada, solo para que los dragones quemaran su mansión. Todos estos horribles eventos finalmente llevarían a Ragna a ganarse la mala reputación de estar maldecido o incluso trabajar para los Dragones. No queriendo ser una carga para ella, Ragna entrenó en secreto para poder algún día proteger a Leonica en lugar de que ella siempre lo defendiera. Sin embargo, durante una de estas sesiones, Ragna no solo experimentaría un sueño profético que le hablaba de un ataque de Dragón que conduciría a la muerte de Leonica, sino que también obtendría el poder de su yo futuro que había entrenado durante años para Vencer a todos los dragones. Después de lograr detener la futura tragedia, Ragna llegó a la conclusión de que para volverse más fuerte tendría que dejar atrás a Leonica. Poco después de esta decisión, conocería a su mayor aliado en el futuro, el astuto e igualmente vengativo Crimson, y parten en su viaje para exterminar a la raza Dragón.
Crimson (クリムゾン Kurimuzon?)
 Seiyū: Ayumu Murase
Es el anterior Monarca Alado que traicionó a los dragones e intentó matar al Dios Dragón. Crimson se asoció con Ragna para matar a todos los dragones, incluido él mismo.
Leonica (レオニカ Reonika?)
 Seiyū: Inori Minase
Es una joven y talentosa cazadora de dragones y la más fuerte de la ciudad de Ronabera. Desde pequeña, ha cazado dragones con Ragna. Después de la partida de Ragna, ella prometió volverse más fuerte para poder luchar junto a él nuevamente en el futuro. Originalmente ella estaba destinada a morir salvando a Ragna cuando la ciudad de Ronabera fue atacada por los dragones en la línea del tiempo original, pero dicho acontecimiento fue cambiado por Ragna.
Ultimatia (アルテマティア Arutematia?)
 Seiyū: Reina Ueda
Fue la Monarca Dragón del último Linaje Alado. Anteriormente era conocida como Carla Número 19835, una clon de Carla, Dragon Scourge de los solarianos.
Grymwelte (グリュムウェルテ Guryumuwerute?)
 Seiyū: Takehito Koyasu
Disas Trois (ディザストロワ Dizasutorowa?)
 Seiyū: Shunsuke Takeuchi
Temruogtaf (メルグブデ Merugubude?)
 Seiyū: Kōzō Shioya
Michael (ミハイル Mihairu?)
 Seiyū: Yoshihito Sasaki
King Femud (フェムド王 Femudo Ō?)
 Seiyū: Takashi Matsuyama
Woltekamui
 Seiyū: Junichi Suwabe
Slime
 Seiyū: Fairouz Ai
Chimera
 Seiyū: Mamiko Noto
Golem
 Seiyū: Hiroki Tōchi
Staria Reze (スターリア・レーゼ Sutāria Rēze?)
 Seiyū: Rina Hidaka
Hazella (へゼラ Hezera?) y Greya (グレア Gurea?)
 Seiyū: Rio Tsuchiya

## Contenido de la obra

### Manga
Ragna Crimson está escrito e ilustrado por Daiki Kobayashi. La serie comenzó en la revista de manga shōnen de Square Enix, Gangan Joker, desde el 22 de marzo de 2017. Square Enix ha recopilado sus capítulos en volúmenes tankōbon. El primer volumen se publicó el 21 de octubre de 2017. Al 21 de enero de 2025, se han publicado quince volúmenes.

#### Lista de volúmenes
| Volúmenes de manga publicados | Volúmenes de manga publicados | Volúmenes de manga publicados |
| Número                        | Fecha de lanzamiento          | ISBN                          |
| ----------------------------- | ----------------------------- | ----------------------------- |
| 1                             | 21 de octubre de 2017         | ISBN 978-4-7575-5506-8        |
| 2                             | 22 de diciembre de 2017       | ISBN 978-4-7575-5558-7        |
| 3                             | 21 de julio de 2018           | ISBN 978-4-7575-5790-1        |
| 4                             | 22 de enero de 2019           | ISBN 978-4-7575-5981-3        |
| 5                             | 22 de julio de 2019           | ISBN 978-4-7575-6180-9        |
| 6                             | 22 de enero de 2020           | ISBN 978-4-7575-6475-6        |
| 7                             | 21 de julio de 2020           | ISBN 978-4-7575-6756-6        |
| 8                             | 22 de enero de 2021           | ISBN 978-4-7575-7041-2        |
| 9                             | 20 de agosto de 2021          | ISBN 978-4-7575-7428-1        |
| 10                            | 22 de marzo de 2022           | ISBN 978-4-7575-7828-9        |
| 11                            | 22 de agosto de 2022          | ISBN 978-4-7575-8084-8        |
| 12                            | 22 de junio de 2023           | ISBN 978-4-7575-8621-5        |
| 13                            | 21 de noviembre de 2023       | ISBN 978-4-7575-8907-0        |
| 14                            | 20 de junio de 2024           | ISBN 978-4-7575-9264-3        |
| 15                            | 21 de enero de 2025           | ISBN 978-4-7575-9622-1        |

### Anime
El 19 de marzo de 2022 se anunció una adaptación de la serie al anime. Está producida por Silver Link y dirigida por Ken Takahashi, con guiones escritos por Deko Akao, diseños de personajes a cargo de Shinpei Aoki, y música compuesta por Kōji Fujimoto y Osamu Sasaki. Se estrenó el 1 de octubre de 2023 en Tokyo MX y otras cadenas. Tendrá una duración de 24 episodios. El primer tema de apertura es «Roar», interpretado por Ulma Sound Junction, mientras que el primer tema de cierre es «Rinkaku» (鱗角?), interpretado por Watashi Kobayashi. El segundo tema de apertura es «Kanōsei Liberation» (感脳性リベレーション?), interpretado por saji, mientras que el segundo tema de cierre es «Sora ni Shimeyū» (空に標結う?), interpretado por Watashi Kobayashi. Sentai Filmworks obtuvo la licencia fuera de Asia. Muse Communication obtuvo la licencia de la serie para el sur y el sudeste de Asia.